# Ču Se-hjok
Ču Se-hjok (anglickým přepisem: Joo Se-hyuk; * 20. ledna 1980, Soul, Jižní Korea) je jihokorejský stolní tenista. Byl finalistou mistrovství světa ve stolním tenise v roce 2003, které se konalo v Paříži. Je členem jihokorejské reprezentace. Soutěžit ve stolním tenise začal ve svých 8 letech. Mezi fanoušky vešel ve známost svým dynamickým defenzivním stylem.